# Finnische Fußballnationalmannschaft/Europameisterschaften
Der Artikel beinhaltet eine ausführliche Darstellung der finnischen Fußballnationalmannschaft der Männer bei Europameisterschaften und den Qualifikationen dazu. Finnland konnte sich 2019 zum ersten Mal für eine Endrunde zur Europameisterschaft qualifizieren.

## Übersicht
Finnland konnte sich erstmals im November 2019 für die 2021 stattfindende Endrunde zur Europameisterschaft qualifizieren.
| Jahr | Gastgeberland           | Teilnahme bis …    | Letzte(r) Gegner            | Ergebnis | Trainer        | Bemerkungen und Besonderheiten |
| ---- | ----------------------- | ------------------ | --------------------------- | -------- | -------------- | --- |
| 1960 | Frankreich              | nicht teilgenommen |                             |          |                | |
| 1964 | Spanien                 | nicht teilgenommen |                             |          |                | |
| 1968 | Italien                 | nicht qualifiziert |                             |          |                | in der Qualifikation an der Sowjetunion gescheitert |
| 1972 | Belgien                 | nicht qualifiziert |                             |          |                | in der Qualifikation an Rumänien gescheitert, das sich aber auch nicht qualifizieren konnte.                                                                        |
| 1976 | Jugoslawien             | nicht qualifiziert |                             |          |                | in der Qualifikation an der Niederlande gescheitert. |
| 1980 | Italien                 | nicht qualifiziert |                             |          |                | in der Qualifikation an Griechenland gescheitert |
| 1984 | Frankreich              | nicht qualifiziert |                             |          |                | in der Qualifikation an Portugal gescheitert |
| 1988 | BR Deutschland          | nicht qualifiziert |                             |          |                | in der Qualifikation an Dänemark gescheitert |
| 1992 | Schweden                | nicht qualifiziert |                             |          |                | in der Qualifikation an Titelverteidiger Niederlande gescheitert |
| 1996 | England                 | nicht qualifiziert |                             |          |                | in der Qualifikation an Russland und Schottland gescheitert |
| 2000 | Niederlande und Belgien | nicht qualifiziert |                             |          |                | in der Qualifikation an Titelverteidiger Deutschland und der Türkei gescheitert.                                                                                    |
| 2004 | Portugal                | nicht qualifiziert |                             |          |                | in der Qualifikation an Italien und Wales gescheitert, das sich aber auch nicht qualifizieren konnte.                                                               |
| 2008 | Österreich und Schweiz  | nicht qualifiziert |                             |          |                | in der Qualifikation an Polen und Portugal gescheitert |
| 2012 | Polen und Ukraine       | nicht qualifiziert |                             |          |                | in der Qualifikation an der Niederlande und Schweden gescheitert |
| 2016 | Frankreich              | nicht qualifiziert |                             |          |                | in der Qualifikation an Nordirland, Rumänien und Ungarn gescheitert                                                                                                 |
| 2021 | Europa                  | Vorrunde           | Dänemark, Russland, Belgien | –        | Markku Kanerva | Finnland konnte sich erstmals qualifizieren. Bei der Endrunde als fünftbester Gruppendritter ausgeschieden.                                                         |
| 2024 | Deutschland             | nicht qualifiziert |                             |          |                | Als Gruppendritter in der Qualifikation hinter Dänemark und Slowenien die direkte Qualifikation verpasst. In den Play-offs verloren die Finnen im März gegen Wales. |

## Endrunden mit vier Teilnehmern

### EM 1960
An der ersten Fußball-Europameisterschaft 1960, die noch als „Europapokal der Nationen“ ausgetragen wurde, wollte Finnland nicht teilnehmen.

### EM 1964
Vier Jahre später wollten schon mehr Mannschaften als 1960 teilnehmen, Finnland nahm aber aus finanziellen Gründen nicht teil.

### EM 1968
An der Qualifikation zur dritten Europameisterschaft nahm Finnland dann erstmals teil. In einer Gruppe mit der Sowjetunion, Griechenland und Österreich konnte nur im ersten Spiel gegen die Österreicher (0:0) und gegen Griechenland je ein Punkt gewonnen werden. Mit vier Niederlagen in den weiteren Spielen wurde nur der letzte Platz belegt. Gruppensieger Sowjetunion bezwang im Viertelfinale Ungarn und qualifizierte sich damit für die Endrunde in Italien und wurde letztlich Vierter.

### EM 1972
Finnland nahm wieder an der Qualifikation teil, scheiterte aber in der Gruppenphase an Rumänien, der Tschechoslowakei und Wales. Dabei konnte Finnland nur im ersten Spiel beim 1:1 in der Tschechoslowakei einen Punkt gewinnen und wurde Gruppenletzter. Gruppensieger Rumänien scheiterte dann im Viertelfinale nach drei Spielen an Ungarn.

### EM 1976
1976 wurde die Endrunde letztmals mit vier Mannschaften ausgetragen. Finnland nahm wieder an der Qualifikation teil, scheiterte aber in der Gruppenphase an Vizeweltmeister Niederlande, dem WM-Dritten Polen und dem Europameister von 1968 Italien. Dabei konnte Finnland nur beim torlosen Remis in Italien einen Punkt gewinnen und wurde Gruppenletzter. Gruppensieger Niederlande setzte sich dann im Viertelfinale gegen den Nachbarn Belgien durch.

## Endrunden mit acht Teilnehmern

### EM 1980
Vier Jahre später traf Finnland dann in der Qualifikation für die Europameisterschaft in Italien, die erstmals mit acht Mannschaften ausgetragen wurde, auf Griechenland sowie Ungarn und die Sowjetunion. Finnland und Ungarn gewannen und verloren je zwei Spiele und spielten zweimal remis. Da die Griechen aber einmal mehr gewannen, konnten sie sich erstmals für die Endrunde qualifizieren. Den Finnen blieb nur der dritte Platz vor der Sowjetunion.

### EM 1984
In der Qualifikation für die EM 1984 in Frankreich mussten die Finnen in Gruppe 2 gegen Portugal, die Sowjetunion und Polen antreten. Finnland konnte kein Spiel gewinnen und nur in Polen durch ein 1:1 einen Punkt gewinnen, so dass sie Letzte wurden.

### EM 1988
Für die Europameisterschaft in Deutschland konnte sich Finnland wieder nicht qualifizieren. In einer Gruppe mit Dänemark, der Tschechoslowakei und Wales, gewannen die Finnen nur das Heimspiel gegen die Tschechoslowakei, die dadurch die Endrunde verpasste, und holten im ersten Spiel gegen Wales einen Punkt. Da die anderen Spiele verloren wurden, reichte es nur zum letzten Platz.

### EM 1992
In der Qualifikation für die EM 1992, für die sich nur der Gruppensieger qualifizieren konnte, traf Finnland auf Titelverteidiger Niederlande, sowie Portugal, Griechenland und Malta. Die Finnen konnten nur das Heimspiel gegen Malta gewinnen. Zudem reichte es noch zu vier Remis gegen Portugal, Malta, die Niederlande und Griechenland. Durch die Niederlagen in Griechenland, der Niederlande und Portugal reichte es nur zum vierten Platz.

## Endrunden mit 16 Teilnehmern

### EM 1996
Für die EM 1996 in England, die erstmals mit 16 Mannschaften ausgetragen wurde, mussten sich die Finnen gegen Russland, das erstmals als eigenständige Mannschaft zur Qualifikation antrat, Schottland, Griechenland, die Färöer und San Marino qualifizieren. Die Finnen gewannen und verloren je fünf Spiele und hatten am Ende als Gruppenvierter 18:18 Tore. Damit reichte es nicht zur Qualifikation für die Endrunde.

### EM 2000
Für die EM 2000 mussten die Finnen sich in einer Gruppe mit Titelverteidiger Deutschland, der Türkei, Nordirland, und Republik Moldau qualifizieren. Finnland begann mit einem 3:2-Sieg gegen Moldau, verlor dann in Nordirland mit 0:1. Zwar konnte dann in der Türkei mit 3:1 gewonnen werden, nach Niederlagen in Deutschland und daheim gegen die Türkei, einem torlosen Remis in Moldau und einer Heimniederlage gegen Deutschland, reichte der abschließende 4:1-Sieg gegen Nordirland nur zum dritten Platz hinter Deutschland und der Türkei, die sich über die Playoffs der Gruppenzweiten für die Endrunde qualifizieren konnte.

### EM 2004
In der Qualifikation für die EM 2004 traf Island auf Italien, Wales, die Bundesrepublik Jugoslawien (ab Mitte der Qualifikation Serbien und Montenegro) und Aserbaidschan. Finnland begann mit einer 0:2-Heimniederlage gegen Wales und konnte dann mit 3:0 gegen Aserbaidschan gewinnen. Es folgten Niederlagen in Jugoslawien und Italien. Das Rückspiel gegen die nun als Serbien und Montenegro antretende Mannschaft konnte zwar mit 3:0 gewonnen werden, eine 1:2-Heimniederlage gegen Italien und ein 1:1 in Wales reichten dann aber trotz eines 2:1-Sieges in Aserbaidschan nicht zur Qualifikation, da nur vierte Platz belegt wurde.

### EM 2008
Vier Jahre später musste sich Finnland für die nächste EM gegen Polen, Portugal, Serbien, Belgien, Kasachstan, Armenien und Aserbaidschan qualifizieren. Die Finnen begannen furios und gewannen mit 3:1 beim späteren Gruppensieger Polen. Danach folgten zwei Remis gegen Portugal und Armenien und Siege in Kasachstan und gegen Armenien, verloren dann aber daheim mit 0:2 gegen Serbien. Nach Heimsiegen gegen Belgien und Kasachstan reichte es in den drei letzten Spielen in Serbien, daheim gegen Polen und in Belgien nur zu torlosen Remis. Damit fehlten am Ende drei Punkte um Gruppenzweiter zu werden und als Vierte verpassten die Finnen die Qualifikation für die Endrunde.

### EM 2012
Vier Jahre später konnten sich die Finnen wieder nicht qualifizieren. In einer Gruppe mit den Niederlanden, Schweden, Ungarn, der Republik Moldau und San Marino starteten sie mit drei Niederlagen, ehe beim 8:0 gegen San Marino der erste Sieg gelang und auch das Rückspiel in San Marino mit 1:0 gewonnen wurde. In den restlichen Spielen konnte dann nur noch gegen Moldau ein 4:1-Sieg und in Ungarn durch ein torloses Remis ein Punkt gewonnen werden. Damit verpassten die Finnen als Gruppenvierte die EM-Endrunde.

## Endrunden mit 24 Teilnehmern

### EM 2016
An der EM nahmen erstmals 24 Mannschaften teil. Für die Auslosung der Qualifikationsgruppen, die am 23. Februar 2014 erfolgte, war Finnland nur in Topf 4 gesetzt und wurde der Gruppe mit Griechenland zugelost. Weitere Gegner waren Nordirland, Rumänien, Ungarn und die Färöer.
Die beiden Gruppenersten qualifizierten sich direkt für die EM-Endrunde. Wäre die drittplatzierte Mannschaft bester Gruppendritter geworden, hätte sie sich ebenfalls direkt qualifiziert. Die übrigen Gruppendritten spielten in Playoffs vier weitere Teilnehmer aus.
Finnland begann die Qualifikation mit einem 3:1-Sieg auf den Färöer und erreichte dann daheim ein 1:1 gegen Gruppenkopf Griechenland. Es folgten Niederlagen daheim gegen Rumänien, in Ungarn und Nordirland sowie daheim gegen Ungarn. Zwar wurde nur einmal mit zwei Toren Differenz verloren, die folgenden 1:0-Siege in Griechenland und gegen die Färöer konnten das Blatt dann aber auch nicht mehr wenden und zum Schluss reichte es nur noch zu zwei 1:1-Remis gegen Nordirland und in Rumänien. Als Gruppenvierter wurde sowohl die direkte Qualifikation als auch die Playoffs verpasst.

### EM 2021

Aufstellungen im ersten EM-Spiel der Finnen

Die EM 2021 wird nicht in einem Land, sondern verschiedenen Spielorten in Europa, mit dem Finale im Londoner Wembley-Stadion ausgetragen. Finnland hatte sich zunächst mit dem Olympiastadion Helsinki um die Austragung von Spielen beworben, die Bewerbung dann aber zurückgezogen. Als Ausrichter wären die Finnen aber auch nicht direkt qualifiziert und mussten sich wie alle anderen Mannschaften qualifizieren. Gegner in der Qualifikation waren die einmaligen EM-Gewinner Italien und Griechenland, ferner Armenien, Bosnien und Herzegowina sowie Liechtenstein, die sich wie Finnland noch nie für eine Endrunde qualifizieren konnten. Die Finnen starteten mit einer 0:2-Niederlage in Italien, konnten dann aber gegen die anderen Gruppengegner ohne Gegentor gewinnen. In die zweite Hälfte der Qualifikation starteten sie mit einer 1:2-Heimniederlage gegen Italien und einer 1:4-Niederlage in Bosnien und Herzegowina. Durch zwei 3:0-Heimsiege gegen Armenien und Liechtenstein konnten sie sich am vorletzten Spieltag vorzeitig als Gruppenzweiter und damit erstmals für die Endrunde qualifizieren, wobei sie auch davon profitierten, dass sich Griechen, Armenier und Bosnier gegenseitig Punkte nahmen. Am letzten Spieltag konnten sie sich noch eine 1:2-Niederlage in Griechenland leisten. Bester Torschütze der Qualifikationsgruppe war Teemu Pukki mit zehn Toren, der damit 5/8 der finnischen Tore erzielte.
Bei der Auslosung am 30. November 2019 wurden die Finnen der schon zuvor mit Belgien, Dänemark und Russland besetzten Gruppe zugelost. Am 17. März 2020 wurde die EM aufgrund der COVID-19-Pandemie um ein Jahr verschoben. Bei der Endrunde gewannen sie das erste Spiel gegen Dänemark mit 1:0, wobei Joel Pohjanpalo das Tor des Spiels erzielte. Überschattet war das Spiel vom Zusammenbruch des Dänen Christian Eriksen in der 43. Spielminute ohne Fremdeinwirkung. Er wurde umgehend vom anwesenden Ärzteteam medizinisch versorgt und erlangte nach Thoraxkompressionen sowie einer Defibrillation – noch auf dem Feld – das Bewusstsein wieder. Das Spiel wurde nach einer knapp zweistündigen Unterbrechung fortgesetzt und in der 60. Minute konnte Pohjanpalo das einzige Tor für die Finnen bei der Endrunde erzielen. Ein Tor im zweiten Spiel gegen Russland wurde ihm wegen Abseitsstellung aberkannt. Durch die 0:1-Niederlage gegen die Russen und die anschließende 0:2-Niederlage gegen Belgien schieden die Finnen als fünftbester Gruppendritter aus.

### EM 2024
Für die zweite EM in Deutschland mussten sich die Finnen in einer Gruppe mit Dänemark, Slowenien, Kasachstan, Nordirland und San Marino qualifizieren. Nach einer 1:3-Auftakt-Niederlage gegen Dänemark, konnten sie gegen die anderen Gruppengegner gewinnen, verloren dann auch das Heimspiel gegen Dänemark und anschließend in Slowenien und daheim gegen Kasachstan. Die beiden letzten Siege gegen Nordirland und San Marino reichten dann nur zum dritten Platz. Damit war die direkte Qualifikation verpasst. Als Gruppenzweiter der UEFA Nations League 2022/23-Liga B3 hatten sie aber noch die Chance sich über die Play-offs zu qualifizieren. Dabei trafen sie im März 2024 auf Wales und verloren mit 1:4.

## Anteil der im Ausland spielenden Spieler im EM-Kader
Bei der ersten Endrundenteilnahme spielte nur Daniel O’Shaughnessy bei einem finnischen Verein.
| Jahr (Spiele) | Anzahl (Länder) | Spieler (Einsätze) |
| ------------- | --- | --- |
| 2021 (3)      | 25 (1 in Belgien, 2 in Dänemark, 3 in Deutschland, 4 in England, 1 in Griechenland, 1 in Italien, 1 in Kanada 5, 1 in den Niederlanden, 1 in Norwegen, 1 in Polen, 1 in Schottland, 3 in Schweden, 1 in Ungarn, 2 in den USA 5, 2 in Zypern) | Jere Uronen (3); Joni Kauko 1 (3), Pyry Soiri 1 (1); Lukas Hradecky (3), Fredrik Jensen (2), Joel Pohjanpalo (3); Marcus Forss 2 (2), Nicholas Hämäläinen 2, Anssi Jaakkola 3, Teemu Pukki 2 (3); Tim Sparv (2); Jesse Joronen 4; Lassi Lappalainen (1); Thomas Lam; Robert Taylor; Robert Ivanov; Glen Kamara (3); Rasmus Schüller (3), Joona Toivio (3), Leo Väisänen (1); Nikolai Alho (1); Robin Lod (3), Jukka Raitala (3); Paulus Arajuuri (3), Onni Valakari |

## Spiele
| Alle EM-Spiele |               |          |          |   |                        |              |             |
| Nr.            | Datum         | Ergebnis | Gegner   |   | Austragungsort         | Anlass       | Bemerkungen |
| 1              | 12. Juni 2021 | 1:0      | Dänemark | A | Kopenhagen (DNK)       | Gruppenspiel |             |
| 2              | 16. Juni 2021 | 0:1      | Russland | A | Sankt Petersburg (RUS) | Gruppenspiel |             |
| 3              | 21. Juni 2021 | 0:2      | Belgien  | * | Sankt Petersburg (RUS) | Gruppenspiel |             |